# Locke & Key
Locke & Key är en amerikansk serieroman skapad av Joe Hill (manus) och Gabriel Rodriguez (bild) och utgiven av IDW Publishing i olika miniserier sedan 2008. En tv-serie i tre säsonger släpptes på Netflix med start i februari 2020.

## Handling
Serien handlar främst om tre syskon – Tyler, Kinsey och Bode Locke – som efter att deras far har blivit mördad av en ungdomsbrottsling, flyttar till sin farbror i släktresidenset Keyhouse i småstaden Lovecraft i Massachusetts tillsammans med sin mor. Med tiden får de veta att övernaturliga krafter är i görningen, krafter som varit kopplade till deras familj, deras far, och många andra i staden Lovecraft, i många år. Faderns död visar sig ha varit en del av en större kamp mellan onda och goda krafter. Keyhouse härbärgerar också många hemligheter; inte minst ett antal magiska nycklar med vilka man kan öppna dörrar till andra världar, verkligheter, minnen och hemligheter.

## Utgivning
Huvudberättelsen gavs ut i flera omgångar mellan 2008 och 2013, med den sista delen av berättelsen publicerad i månadsvisa avsnitt. I bokform omfattar huvudberättelsen sex böcker. 
| Volym | Publicerad        | Titel                             | ISBN                                                          |
| ----- | ----------------- | --------------------------------- | ------------------------------------------------------------- |
| 1     | 8 oktober 2008    | Locke & Key: Welcome to Lovecraft | ISBN 9781600102370 (Hardcover) ISBN 9781600103841 (Paperback) |
| 2     | 30 september 2009 | Locke & Key: Head Games           | ISBN 9781600104831 (Hardcover) ISBN 9781600107610 (Paperback) |
| 3     | 29 juli 2010      | Locke & Key: Crown of Shadows     | ISBN 9781600106958 (Hardcover) ISBN 9781600109539 (Paperback) |
| 4     | 19 juli 2011      | Locke & Key: Keys to the Kingdom  | ISBN 9781600108860 (Hardcover) ISBN 9781613772072 (Paperback) |
| 5     | 24 juli 2012      | Locke & Key: Clockworks           | ISBN 9781613772270 (Hardcover) ISBN 9781613776995 (Paperback) |
| 6     | 4 februari 2014   | Locke & Key: Alpha & Omega        | ISBN 9781613778531 (Hardcover) ISBN 9781631401442 (Paperback) |

Det finns också samlingsvolymer som innehåller flera av de berättelser som publicerats som fristående serier.
| Volym | Publicerad      | Titel                         | Summary | ISBN                           |
| ----- | --------------- | ----------------------------- | --- | ------------------------------ |
| —     | 4 januari 2017  | Locke & Key: Small World      | Innehåller The Golden Age fristående berättelsen Small World. | ISBN 9781631408465 (Hardcover) |
| —     | 15 augusti 2017 | Locke & Key: Heaven and Earth | Innehåller The Golden Age-kopplade fristående berättelserna "Open the Moon", Grindhouse, och "In the Can".                                                                  | ISBN 9781684051816 (Hardcover) |
| —     | 26 april 2022   | Locke & Key: The Golden Age   | Innehåller Small World, "Open the Moon", …In Pale Battalions Go… #1–3, "Face the Music", och Hell & Gone #1–2 (en crossover-berättelse med Neil Gaimans Sandman-universum). | ISBN 9781684057856 (Hardcover) |